# Выборы в Собрание депутатов Ненецкого автономного округа (2018)
Выборы депутатов Собрания депутатов Ненецкого автономного округа двадцать восьмого созыва состоялись в Ненецком автономном округе в единый день голосования 9 сентября 2018 года. В этот же день в Ненецком автономном округе прошли выборы представительных органов власти нескольких муниципальных образований, а также выборы в Архангельское областное собрание депутатов.
Выборы были назначены на 9 сентября 2018 г. постановлением Собрания депутатов Ненецкого автономного округа от 5 июня 2018 г. № 112-сд.
Выборы состоялись по смешанной избирательной системе: из 19 депутатов 11 депутатов избрались по партийным спискам (пропорциональная система), а ещё 8 депутатов — по одномандатным округам (мажоритарная система) Для попадания в Собрание депутатов по пропорциональной системе партиям было необходимо преодолеть 5 % барьер. Срок полномочий Собрание депутатов шестого созыва — пять лет.
На 1 июля 2018 года в Ненецком автономном округе было зарегистрировано 33 825 избирателей.
Избирательная комиссия Ненецкого автономного округа зарегистрировала для участия на выборах 6 политических партий: «Единая Россия», «Справедливая Россия», КПРФ, ЛДПР, «Коммунистическая партия Коммунисты России», «Родина». Ранее избирком НАО отказал в регистрации списка кандидатов от партий «Партия Великое Отечество», «Партия добрых дел, защиты детей, женщин, свободы, природы и пенсионеров, против насилия над животными» и «Партия социальных реформ — Прибыль от природных ресурсов — Народу».

## Участники выборов
- Коммунисты России (Максим Сурайкин, Николай Миловский, Кирилл Чебыкин)[2]
- КПРФ (Татьяна Фёдорова, Михаил Райн, Ольга Карпова)[3]
- Единая Россия (Александр Цыбульский, Леонтий Чупров, Максим Арбузов)[4]
- ЛДПР (Владимир Жириновский, Андрей Смыченков)
- Родина (Андрей Ружников, Андрей Явтысый, Роман Коткин)
- Справедливая Россия (Наталья Лысакова)[5]

Бывший губернатор НАО Владимир Бутов был выдвинут кандидатом в депутаты на выборах от «Партии социальных реформ — Прибыль от природных ресурсов — Народу», однако ему было отказано в регистрации.
Действовавший с 8 октября 2014 года председатель собрания депутатов Анатолий Мяндин проиграл выборы по Заводскому одномандатному округу бывшей Главе администрации Нарьян-Мара Татьяне Фёдоровой.

## Социология
| Дата               | Источник | ЕР    | КПРФ  | ЛДПР | Родина | СР   | КР   | Испорчу бюллетень | Не пойду на выборы | Затрудняюсь ответить |
| ------------------ | -------- | ----- | ----- | ---- | ------ | ---- | ---- | ----------------- | ------------------ | -------------------- |
|                    |          |       |       |      |        |      |      |                   |                    |                      |
| 27-30 августа 2018 | ВЦИОМ    | 43.6% | 16.4% | 9.6% | 5.6%   | 4.3% | 2.1% | 1.8%              | 7.1%               | 9.6%                 |

## Результаты
| Партия                     | Партия                     | по единому округу | по единому округу | по единому округу | по единому округу | по единому округу | по одно- мандатным округам | по одно- мандатным округам | всего | всего | всего   | всего    |
| Партия                     | Партия                     | Голоса            | %                 | +/-               | Мест              | +/-               | Мест                       | +/-                        | Мест  | +/-   | %       | +/-      |
| -------------------------- | -------------------------- | ----------------- | ----------------- | ----------------- | ----------------- | ----------------- | -------------------------- | -------------------------- | ----- | ----- | ------- | -------- |
|                            | «Единая Россия»            | 4732              | 38,97 %           | ▼6,65 %           | 4                 | ▼2                | 7                          | ▬0                         | 11    | ▼2    | 64,71 % | ▼11,76 % |
|                            | КПРФ                       | 2890              | 23,80 %           | ▲4,54 %           | 2                 | ▬0                | 1                          | ▬0                         | 3     | ▬0    | 17,65 % | ▬0 %     |
|                            | ЛДПР                       | 2108              | 17,36 %           | ▲6,61 %           | 2                 | ▲1                | 0                          | ▬0                         | 2     | ▲1    | 11,76 % | ▲5,88 %  |
|                            | «Родина»                   | 673               | 5,54 %            | ▲0,03 %           | 1                 | ▬0                | 0                          | ▬0                         | 1     | ▬0    | 5,88 %  | ▬0 %     |
|                            | «Справедливая Россия»      | 657               | 5,41 %            | ▲1,44 %           | 1                 | ▲1                | 0                          | ▬0                         | 1     | ▲1    | 5,88 %  | ▲5,88 %  |
|                            | «Коммунисты России»        | 642               | 5,29 %            | ▲4,09 %           | 1                 | ▲1                |                            |                            | 1     | ▲1    | 5,88 %  | ▲5,88 %  |
|                            |                            |                   |                   |                   |                   |                   |                            |                            |       |       |         |          |
|                            | Партия Социальных Реформ   |                   |                   |                   |                   |                   | 0                          | —                          | 0     | —     | 0 %     | —        |
|                            | Самовыдвижение             |                   |                   |                   |                   |                   | 0                          | ▬0                         | 0     | ▬0    | 0 %     | ▬0 %     |
| Действительные бюллетени   | Действительные бюллетени   | 11 702            | 96,38 %           | ▲0,30 %           |                   |                   |                            |                            |       |       |         |          |
| Недействительные бюллетени | Недействительные бюллетени | 440               | 3,62 %            | ▼0,30 %           |                   |                   |                            |                            |       |       |         |          |
| Всего                      | Всего                      | 12 142            | 100 %             | —                 | 11                | ▬0                | 8                          | ▬0                         | 19    | ▬0    | 100 %   | —        |
|                            |                            |                   |                   |                   |                   |                   |                            |                            |       |       |         |          |
| Явка                       | Явка                       | 12 142            | 35,90 %           | ▼5,57 %           |                   |                   |                            |                            |       |       |         |          |
| Общее число избирателей    | Общее число избирателей    | 33 825            |                   |                   |                   |                   |                            |                            |       |       |         |          |

## Последующие события
1 октября 2018 года Собрание депутатов НАО большинством 14 голосов «за» при трёх воздержавшихся избрало Римму Галушину, избранную 9 сентября 2018 года депутатом Собрания по одномандатному округу № 8 "Городецкий", своим представителем в Совете Федерации.
8 сентября 2019 года состоялись дополнительные выборы в Собрание депутатов НАО по одномандатному округу № 8 "Городецкий". По итогам выборов место Галушиной в окружном парламенте занял кандидат от партии "Единая Россия" Андрей Попов.